# Dentsū

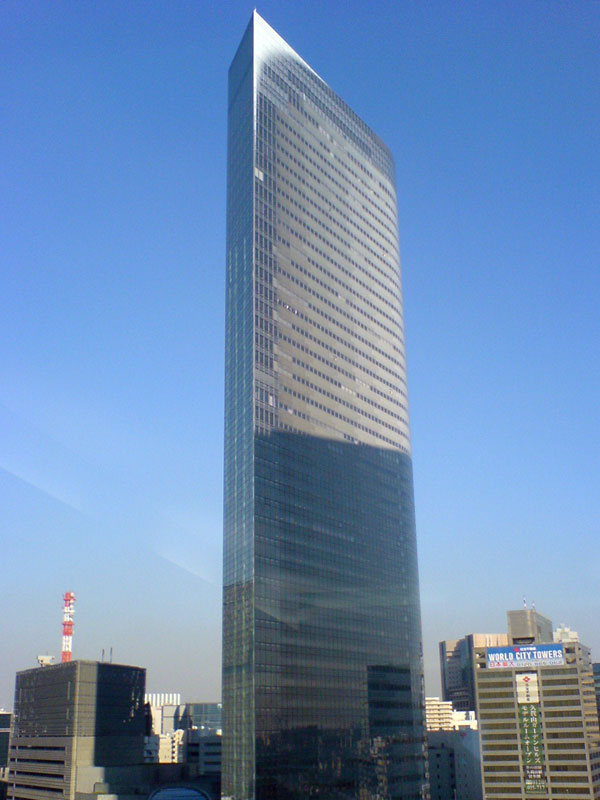
Dentsu Building in Shiodome, Tokio

K.K. Dentsū  (japanisch 株式会社電通, Kabushiki kaisha Dentsū; engl. Dentsu, Inc.) ist eine japanische Werbeagentur, gelistet im Nikkei 225. Dentsū ist nach dem Bruttogewinn die fünftgrößte Werbeagentur der Welt und unter den nicht-konsolidierten Werbeagenturen die größte.
Zu den größten Hauptkonkurrenten zählen weltweit Omnicom, WPP, IPG und Havas.

## Geschichte
1901 gründete Mitsunaga Hoshirō (光永 星郎) das Unternehmen Nihon Kōkoku (日本広告, dt. „Japan-Werbung“) und die Dempō Tsūshinsha (電報通信社, dt. „Telegramm-Nachrichtenagentur“). Letzte wurde 1906 als Unternehmen Nihon Dempō Tsūshinsha (日本電報通信社) reorganisiert. 1907 verschmilzt die Nihon Kōkoku mit der Nihon Dempō Tsūshinsha. 1936 konzentriert sich das Unternehmen auf die Funktion als Werbeagentur und gliedert den Unternehmensbereich Nachrichten als eigenständige Nachrichtenagentur Dōmei Tsūshinsha (同盟通信社) aus. 1943 werden 16 Werbeagenturen übernommen und Standorte in Ōsaka, Nagoya und Kyūshū errichtet. 1955 wird der Unternehmensname auf Dentsū abgekürzt. 1981 gründet JIMA Dentsu mit der amerikanischen Werbeagentur Young & Rubicam das Joint Venture Dentsu Young & Rubicam (DYR). Seit 2001 werden die Aktien des Unternehmens öffentlich an der Tokioter Börse gehandelt.
Dentsū ist nach wie vor am Fernsehsender und Dentsū-Ableger Tokyo Broadcasting System sowie an Television Nishi-Nippon beteiligt. Zur Dentsū-Gruppe gehören über ein Dutzend Tochtergesellschaften, darunter Dentsu PR.

## Internationale Aktivitäten
Mit dem im Oktober 2010 gegründeten Dentsu Network West hat das Unternehmen seine wachsenden Aktivitäten außerhalb Japans – vor allem in Amerika und Europa – unter einem neuen Dach gebündelt. Hierzu gehören Dentsu America, McGarryBowen, Firstborn, 360i, Attik und Steak. In Lateinamerika ist das Dentsu Network West u. a. mit Dentsu Argentina und Dentsu Brazil vertreten. In Europa sind dies unter anderem Dentsu Düsseldorf, Dentsu London, Dentsu Brüssel, Cayenne Italia und Dentsu Russia.
Weiter Standorte des globalen Netzwerks finden sich in Indien, Singapur, Thailand, Korea, im Mittleren Osten, Nord-Afrika, Russland, China, Taiwan und Hongkong.

## Aktivitäten in Deutschland
Im März 2011 fusionierte die 1997 gegründete cayenne Werbeagentur GmbH mit der Digitalagentur SocialThinkers und firmiert seitdem als Dentsu Düsseldorf. Dentsu Düsseldorf ist Teil des Dentsu Network West, einer Agenturgruppe aus 34 Unternehmen in Amerika und Europa mit Hauptsitz New York.
Dentsū besitzt auch Einfluss im deutschen TV-Markt, die Firma hält 37,5 % Anteile an der dctp, einem deutschen Medienunternehmen.

## Kritik
UN-Generalsekretär António Guterres bezeichnete die Werbe- und PR-Industrie als wichtigen Förderer der fossilen Energiewirtschaft. In einem Artikel von euronews werden europäische Werbeagenturen als Vorreiter bei der Zusammenarbeit mit Unternehmen genannt, die fossile Brennstoffe nutzen. Hier wird Dentsu neben anderen Agenturen aufgeführt. Details zu den Aktivitäten von Dentsu in diesem Zusammenhang sind in der F-List der Kampagnengruppe Clean Creatives dargestellt.